# Nieuw-Apostolische kerk ('s-Hertogenbosch)
De Nieuw-Apostolische kerk is een Nieuw-Apostolisch kerkgebouw in de Noord-Brabantse stad 's-Hertogenbosch, gelegen aan de Evertsenstraat 1.

## Geschiedenis
De Nieuw-Apostolische gemeente, die voordien altijd samenkwam op diverse noodlocaties, kreeg in 1983 een eigen kerkgebouw, naar ontwerp van J. de Reus.
Het gebouw werd in het verleden ook wel gebruikt door de Verenigde Pinkster- en Evangeliegemeenten onder de naam City Changers Church. Vanaf 2023 kerkt er ook een groep gelovigen die afkomstig is van de in dat jaar gesloten Sint-Annakerk.

## Gebouw
Het betreft een voornamelijk bakstenen gebouw, in de stijl van het naoorlogs modernisme, waarvan een deel een opvallend tentdak bezit. Een toren ontbreekt.